# نيو ريفر (نهر)
ذا نيو ريفر هو نهر في جنوب فلوريدا بالولايات المتحدة. ينبع النهر في إيفرجلادز ويتدفق شرقا. يمر النهر عبر فورت لاودردال، ويدخل النهر في المحيط الأطلسي في خفض بورت ايفرجليدز.